# Матвеево (Мордовия)
Матвеево — село в составе  Аксёльского сельского поселения Темниковского района Республики Мордовия.

## География
Находится на расстоянии примерно 18 километров на восток-юго-восток от районного центра города Темников.

## История
Упоминается с 1869 года, когда оно было учтено как казенная и владельческая деревня Матвеевка Краснослободского уезда из 68 дворов .

## Население
Постоянное население составляло 71 человек (русские 94%) в 2002 году, 34 в 2010 году .